# Mbeya

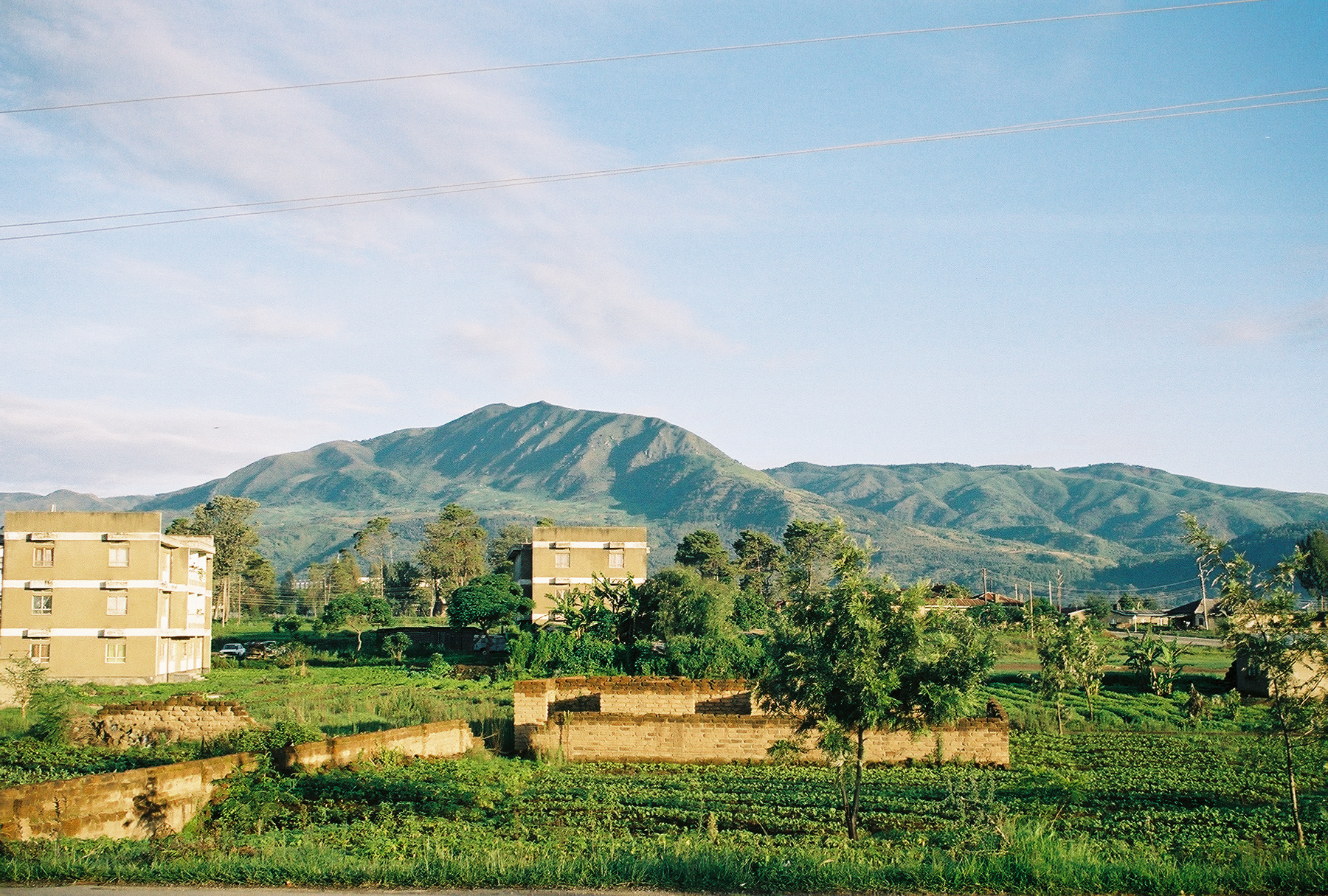
Utkant av Mbeya med berg i bakgrunden.

Mbeya är en av Tanzanias största städer och är den administrativa huvudorten för regionen med samma namn. Staden grundades på 1920-talet, under den tidens guldrush i området. Mbeya är belägen på ungefär 1 700 meters höjd, i den södra delen av landet, och är oftast den första av Tanzanias större städer som resenärer från Zambia anländer till. Här stannar Tazara-järnvägen mellan Zambia och Dar es-Salaam.

## Stad och distrikt
Mbeya är ett av regionens åtta distrikt, Mbeya stad (engelska: Mbeya Urban, swahili: Mbeya Mjini), som består av 36 mindre administrativa enheter av typen shehia. Distriktet har en beräknad folkmängd av 346 044 invånare 2009 på en yta av 252,78 km².
Mbeyas centralort består av femton urbana shehia samt delar av ytterligare femton. Detta område hade totalt 233 441 invånare vid folkräkningen 2002.